# Інал Великий
Інал Великий (д/н — 1453) — 1-й великий князь (пщишхо) Кабарди і Черкесії. Вважається родоначальником кабардинських, бесленівських, темиргоївських, хатукаївських, бжедузьких і частини хегакських княжих родів. За легендою ототожнюється з мамлюкським султаном Іналом аль-Ашрафом.

## Життєпис
Походив зі князівського черкеського (касозького або адизького) роду Неху. Мав володіння на Таманському півострові, де була його ставка.
З невідомих причин десь на початку 1410-х років рушив до центрального Кавказу, де заснував Кабардинське князівство. У вирішальній битві біля річки Мзимта йому вдалося перемогти 30 князів. Десять із них наказав стратити, решту змусили присягнути йому на вірність. Інал зумів об'єднати всю Черкесію в одну державу. Зміцнив адміністративно Черкесію, впровадивши інститут 40 суддів. Також здійснив поділ на 4 володіння.
Після цього за підтримки союзників родів Ачба та Шервашидзе вдерся до Абхазії, скориставшись боротьбою в середині Грузинського царства. Воював з Ліпарітом I Дадіані, князем Мінгрелії. Цей факт відображений у черкеському фольклорі, згідно з яким Інал, перебуваючи на річці Бзиб при укладанні перемир'я несподівано або, можливо, отруєний абхазами або грузинами у 1453 році. Поховано в місці Інал-Куба.
Після його смерті Черкесія розпалася на 4 князівства на чолі із синами Інала — Темиргоївське, де став панувати Кемруг (Темрюк), Бесленівське — Беслен, Кабардинське — Камбулат, Шапсузьке — Заноко. Кемруг отримав також титул великого князя.